# Philodendron obtusilobum
Philodendron obtusilobum är en kallaväxtart som beskrevs av Friedrich Anton Wilhelm Miquel. Philodendron obtusilobum ingår i släktet Philodendron och familjen kallaväxter.
Artens utbredningsområde är Venezuela. Inga underarter finns listade.